# Rhabdopterus blatchleyi
Rhabdopterus blatchleyi är en skalbaggsart som beskrevs av Bowditch 1921. Rhabdopterus blatchleyi ingår i släktet Rhabdopterus och familjen bladbaggar. Inga underarter finns listade i Catalogue of Life.